# Sapadno-Sibirskaja schelesnaja doroga

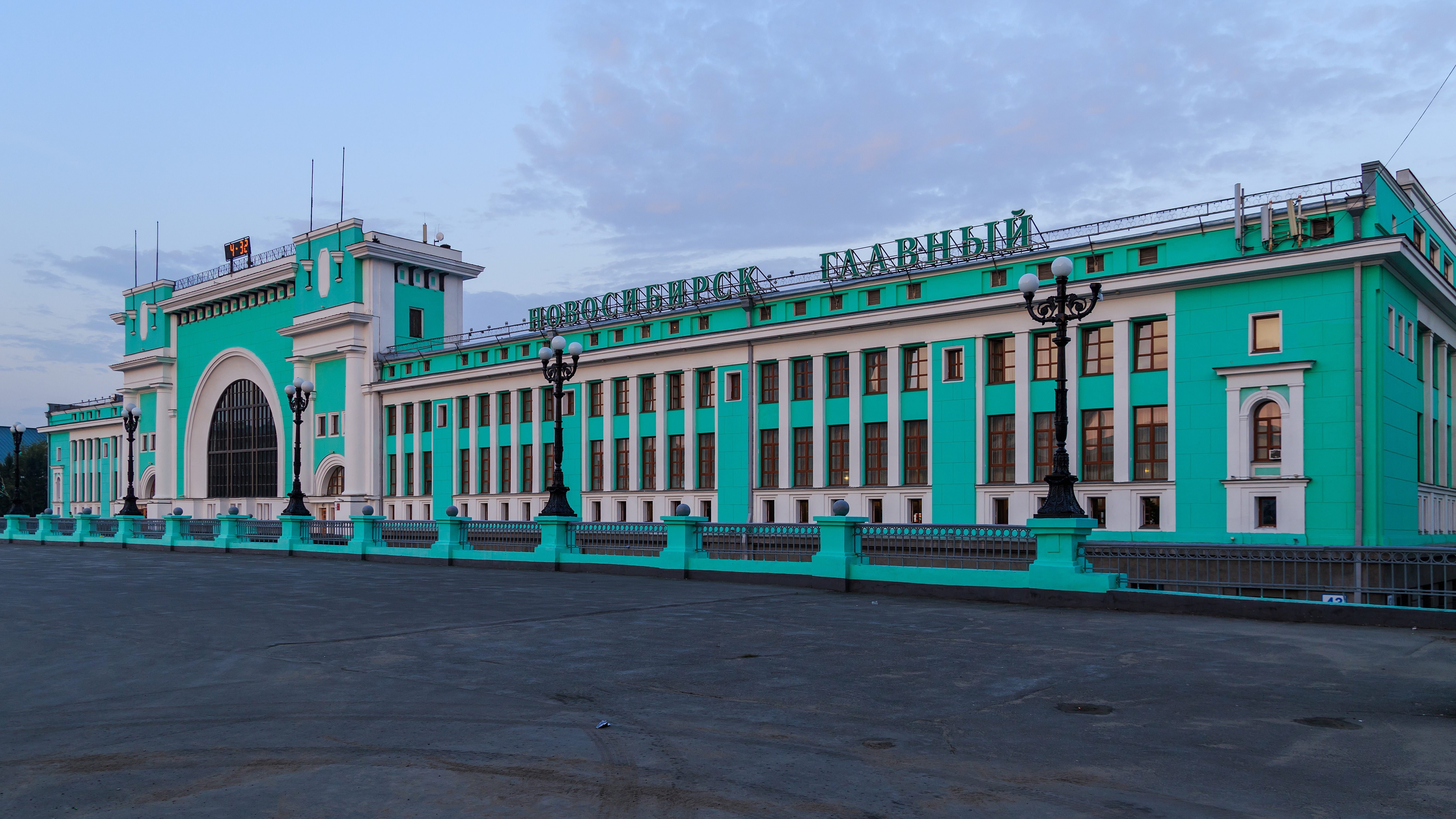
Hauptbahnhof Nowosibirsk

Die Westsibirische Eisenbahn (russisch За́падно-Сиби́рская желе́зная доро́га / Sapadno-Sibirskaja schelesnaja doroga) ist eine betrieblich selbständige Filiale der Russischen Eisenbahnen (RŽD). Sie ist aus der gleichnamigen Regionaldirektion der RŽD und der früheren Sowjetischen Eisenbahnen (SŽD) bzw. des Verkehrswegeministeriums (MPS) hervorgegangen.

## Betriebsdaten und Organisation
Die Westsibirische Eisenbahn mit Sitz in Nowosibirsk betreibt Eisenbahnstrecken der Spurweite 1520 mm (russische Breitspur) mit einer Betriebslänge von 9000 Kilometern in den westsibirischen Oblasten Omsk, Nowosibirsk, Kemerowo und Tomsk sowie der Region Altai. Zur Westsibirischen Eisenbahn gehört auch ein etwa 120 km langer Transitabschnitt durch den Nordosten Kasachstans zwischen den Stationen Tscherlak und Karassuk.
Westlich schließt sich die Swerdlowskaja schelesnaja doroga an, östlich die Krasnojarskaja schelesnaja doroga. Eisenbahngrenzübergänge nach Kasachstan werden bei Issilkul (Richtung Petropawl), Kulunda (Richtung Pawlodar – Astana) und Lokot (Richtung Semei – Almaty) betrieben. Ein weiterer an der Strecke von Irtyschskoje in Richtung Kökschetau ist seit den 1990er-Jahren außer Betrieb.
2008 wurden 259,6 Millionen Tonnen Güter, 3,2 Millionen Passagiere im Fern- und 78,3 Millionen im Vorortverkehr befördert. Im gleichen Jahr hatte die Bahn 70.101 Beschäftigte. Chef der Filiale ist Alexander Zelko.
Die Westsibirische Eisenbahn ist in vier Unterabteilungen (otdelenija) gegliedert, deren Verwaltungen sich in Barnaul, Kemerowo, Nowosibirsk und Omsk befinden.

## Geschichte
Eine „Westsibirische Eisenbahn“ entstand erstmals 1896 im Zusammenhang mit der Errichtung des westsibirischen Abschnitts der Transsibirischen Eisenbahn. Bereits zum 1. Januar 1900 fusionierte sie mit der Mittelsibirischen zur Sibirischen Eisenbahn, aus der 1912 die Omsker und die Tomsker Eisenbahn hervorgingen. Nach verschiedenen Umorganisationen wurden schließlich 1961 die früheren Strecken der Tomsker Eisenbahn, die mittlerweile zur Krasnojarsker Eisenbahn gehörten, wieder mit denen der Omsker Eisenbahn vereinigt, sodass die Westsibirische Eisenbahn in der heutigen Form entstand. Von 1979 bis 1996 waren die Strecken im Kusnezker Becken (Kussbass) und um Tomsk als selbständige Kemerowoer Eisenbahn ausgegliedert.
Die Elektrifizierung begann im Bereich der heutigen Westsibirischen Eisenbahn (zu diesem Zeitpunkt unter dem Namen Kaganowitsch-Eisenbahn; nach Lasar Kaganowitsch, der auch zeitweise sowjetischer Eisenbahnminister war) bereits 1942 mit der Elektrifizierung des Knotens Nowosibirsk mit 3000 V Gleichstrom. 1951 begann die Elektrifizierung der Fernstrecken; für die Transsib-Hauptstrecke im Bereich der Bahnverwaltung wurde sie 1959 fertiggestellt. Später wurden einige Strecken auch mit 25 kV 50 Hz Wechselstrom elektrifiziert, sodass die Westsibirische Eisenbahn heute zu den RŽD-Filialen gehört, die Strecken mit unterschiedlichen Stromsystemen betreiben. Systemwechselbahnhöfe sind Irtyschskaja (südlich von Omsk), Tscherepanowo, Artyschta (südlich von Leninsk-Kusnezki) und Meschduretschensk (zugleich Übergang zur Krasnojarsker Eisenbahn).

## Strecken

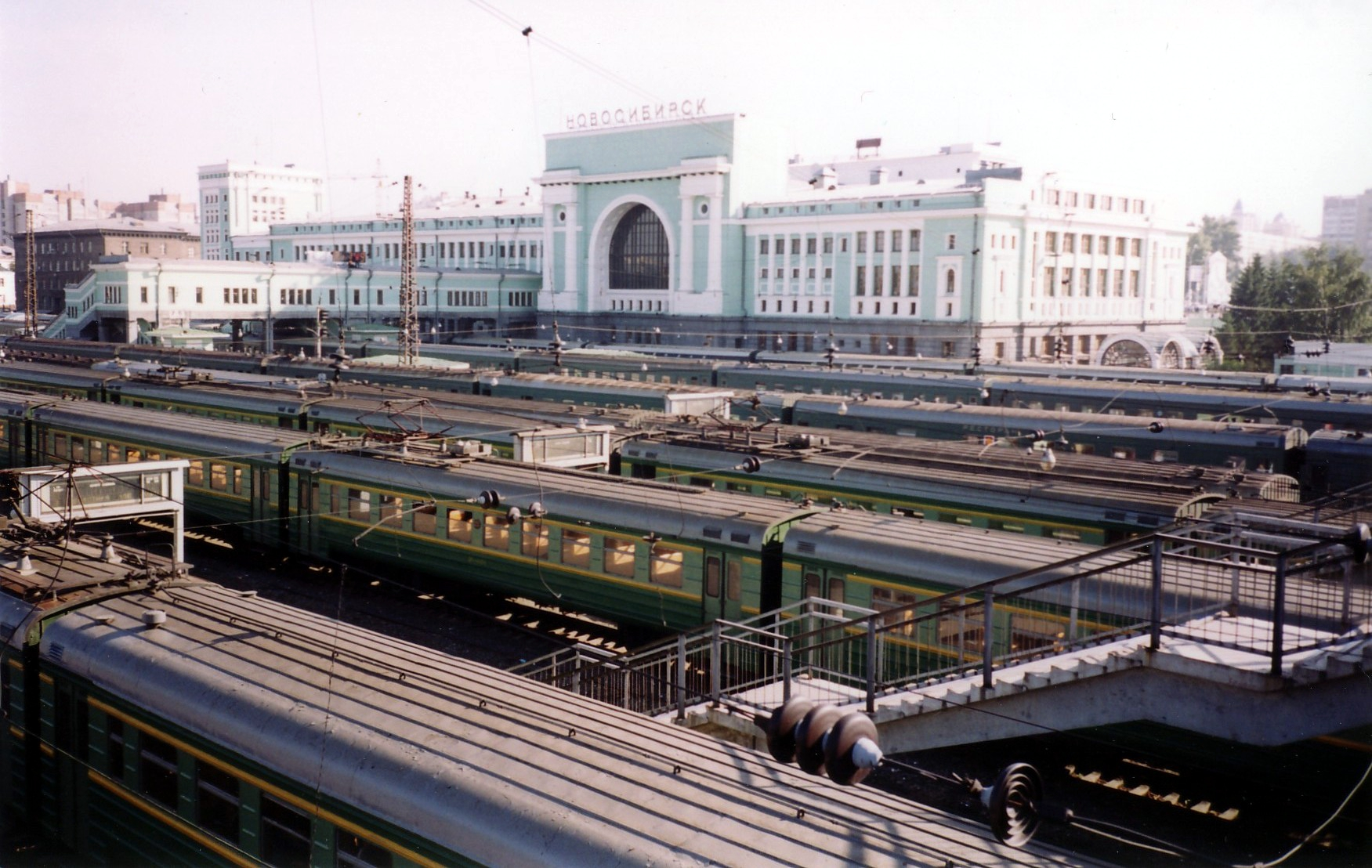
Bahnhofsgebäude, Bahnsteigseite

Die wichtigsten Strecken der Westsibirischen Eisenbahn sind:
- Transsibirische Eisenbahn: Abschnitt von Nasywajewskaja (Streckenkilometer 2562, inklusive) bis Mariinsk (km 3713, exklusive) sowie der Abschnitt der ursprünglichen und heutigen Südroute der Transsib von der kasachischen Grenze bei Issilkul bis Omsk (gut 150 km); alle zweigleisig, elektrifiziert 3000 V =
- frühere Turkestan-Sibirische Eisenbahn: Abschnitt von Nowosibirsk über Barnaul zur kasachischen Grenze bei Lokot westlich von Rubzowsk; 534 km; bis Barnaul zweigleisig, weiter eingleisig mit zweigleisigen Abschnitten; bis Tscherepanowo  elektrifiziert mit 3000 V =, bis Barnaul mit 25 kV 50 Hz ~, weiter nicht elektrifiziert
- „Mittelsibirische Eisenbahn“: von Omsk über Karassuk nach Srednesibirskaja nördlich von Barnaul; bis Irtyschkoje eingleisig mit zweigleisigen Abschnitten, elektrifiziert mit 3000 V =, weiter zweigleisig, elektrifiziert mit 25 kV 50 Hz ~
- „Südsibirische Eisenbahn“: Abschnitt von der kasachischen Grenze bei Kulunda über Barnaul bis Artyschta (gut 600 km; bis Barnaul eingleisig, nicht elektrifiziert, weiter zweigleisig, elektrifiziert mit 25 kV 50 Hz ~) sowie von Nowokusnezk nach Meschduretschensk (70 km, zweigleisig, elektrifiziert mit 3000 V =)
- Nowosibirsk/Ob – Nowokusnezk – Taschtagol sowie Jurga – Projektnaja (bei Leninsk-Kusnezki): zusammen etwa 800 km; Nowosibirsk – Nowokusnezk zweigleisig, Rest eingleisig; alles elektrifiziert mit 3000 V =; diese Strecken erschließen das Kusnezker Becken
- eine Reihe von Stich- und Verbindungsbahnen, alle eingleisig und zumeist nicht elektrifiziert, darunter:
  - Tatarskaja – Karassuk – Kulunda – Malinowoje Osero (485 km); Weiterführung bis Lokot war in den 1980er-Jahren praktisch fertiggestellt, wurde aber nicht regulär in Betrieb genommen
  - Altaiskaja – Bijsk (146 km)
  - Taiga – Tomsk – Assino – Bely Jar (363 km; knapp 100 km bis Tomsk elektrifiziert mit 3000 V =)